# Saidali Yuldashev

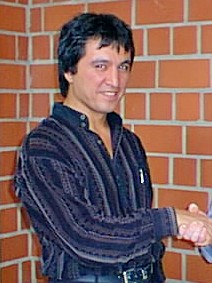
Saidali Yuldashev (Recklinghausen 1998)

Saidali Yuldashev (ook: Saidali Iuldachev) (31 januari 1968) is een Oezbeeks schaker. Hij is, sinds 1996, een grootmeester (GM). 

## Individuele resultaten
In 1998 won hij de Recklinghäuser Schachtage met 8 pt. uit 9 rondes. Hij won het schaakkampioenschap van Oezbekistan  in 1993 and 2003. In 2001 werd Yuldashev tweede op het eerste Aziatisch kampioenschap schaken in Calcutta, op een halve punt achter Xu Jun. In 2004 werd hij gedeeld 2e-4e in het Piloo Mody International Open in Lucknow en gedeeld 1e, met Maxim Sorokin, in het Murzagaliev Memorial in Oeralsk, Kazachstan. In 2009 werd hij gedeeld 5e–10e bij de Mumbai Mayor Cup.

## Resultaten in schaakteams
Yuldachev speelde voor Oezbekistan in de Schaakolympiades van 1992, 1996, 1998, 2002, 2004 en 2008. Hij nam deel aan het FIDE Wereldkampioenschap schaken 2002, waar hij in de  eerste ronde werd uitgeschakeld door Zoerab Azmaiparasjvili.

## Externe koppelingen
- (en)   Informatie over schaakpartijen van Saidali Yuldashev op ChessGames.com
- (en)   Informatie over schaakpartijen van Saidali Yuldashev op 365chess.com
- (en)  FIDE-ratinggegevens voor Saidali Yuldashev